# Hannen Alks
Hannen Alks, zwischenzeitlich auch Die Alks, war eine deutsche Fun-Punk-Band.

## Bandgeschichte
Hannen Alks bestand aus Guido Göttlich (eigentlich Guido Heine), Holzi (beide Gesang), Hotte (Schlagzeug), Janse (Gitarre, später ersetzt durch Thomas Virnich alias „Towel“ von Warnstreik), Waldi (Gitarre) und Mick (Bass). Die Band wurde im März 1988 gegründet. 1989 erschien ihre selbst finanzierte Debüt-EP Scheißegal. Diese war auf 1000 Exemplare limitiert. Von den Erlösen wurde das Studio für das Debütalbum Hannen Alks Fieber bezahlt, welches 1990 über A.M. Music veröffentlicht wurde. Das sich das Tonstudio in der zweiten Etage eines Wohnhauses befand, wurden, aufgrund des Lärmschutzes, die Instrumente direkt über das 16-Spur Gerät aufgenommen, was zu einem komischen Gesamtsound führte. 1991 folgte Kaperfahrt ins Mädcheninternat. Aufgenommen im Music Lab Studio, Berlin. Aus der Aufnahmesession von Kaperfahrt ins Mädcheninternat wurden die Songs Scheißegal auf dem Tollschock 2 Sampler sowie Märzmädchen auf dem Neues Deutschland Sampler veröffentlicht.
1994 erschien ihr letztes Album Quaken verboten, erneut über A.M. Music. Das Albumcover ist eine Anspielung auf Küssen verboten von Die Prinzen. Kurz darauf musste die Band wegen einer Drohung mit rechtlichen Schritten von der Hannen-Brauerei ihren Namen in Die Alks ändern. Die Band löste sich kurz danach auf.
Die Band war auch auf verschiedenen Samplern von A.M. Music vertreten, darunter Kampftrinker Stimmungshits und Die deutsche Punkinvasion. 
2010 kam es zu einer kurzzeitigen Reunion und einem Auftritt beim Punkfestival Punk im Pott. 2011 suchte Guido Göttlich neue Mitglieder, jedoch gab es keine nennenswerten Aktivitäten. 2019 erschien mit FC Kölle eine Fan-Hymne für den 1. FC Köln.
Guido Heine verstarb am 20. September 2022 im Alter von 54 Jahren.

## Diskografie

### Alben
- 1990: Hannen Alks Fieber (A.M. Music)
- 1991: Kaperfahrt ins Mädcheninternat (A.M. Music)
- 1994: Quaken verboten (A.M. Music)

### Singles
- 1989: Scheißegal (Giersberg Records)
- 2019: FC Kölle (digitale Single)